# Colaspis shuteae
Colaspis shuteae es un coleóptero de la familia Chrysomelidae.
Fue descrita científicamente en 1975 por Blake.